# Liste der Bodendenkmale in Bernburg (Saale)
In der Liste der Bodendenkmale in Bernburg (Saale) sind alle Bodendenkmale der Stadt Bernburg (Saale) und ihrer Ortsteile aufgelistet. Grundlage ist die Veröffentlichung der Landesdenkmalliste mit Stand vom 25. Februar 2016.  Die Baudenkmale sind in der Liste der Kulturdenkmale in Bernburg (Saale) aufgeführt.
| Denkmal-ID | Fundart             | Ortsteil    | Bezeichnung                                          | Zeitstellung           | Lage                                                                      | Bemerkungen | Bild |
| ---------- | ------------------- | ----------- | ---------------------------------------------------- | ---------------------- | ------------------------------------------------------------------------- | --- | ---- |
| 428300483  | Grabmal > Grabhügel | Baalberge   | Grabhügel „Schneiderberg“                            | Bronzezeit             | in Kleingartenanlage, N-Ortsrand (Lage)                                   | Mehrschichtiger Grabhügel, Ausgrabung 1901 (Paul Höfer); in Pflege des örtlichen Gartenvereins, Vitrine der Ausgrabung ausgestellt.                                                             |      |
| 428311121  | Befestigung > Burg  | Bernburg    | Befestigung, Burganlage mit Eulenspiegelturm/Schloss | Mittelalter            | im Ort über der Saale (Lage)                                              | Ehemalige Fliehburg, Ersterwähnung 961, Zerstörung 1138, danach Wiederaufbau und Errichtung des roman. Bergfrieds, sogen. ‚Eulenspiegelturm‘ um 1150, Schloss aus dem 16. Jh.                   |      |
| 428311119  | Befestigung         | Bernburg    | Befestigung – Grabungsbefund, kein OBD               | Neolithikum            | westl. am Ort ()                                                          | Baumaßnahmen (Leitungsverlegung 2004) |      |
| 428300488  | Befestigung > Burg  | Gröna       | Wasserburg „Pfuhle“                                  | Mittelalter            | 2,5 km südöstl. vom Ort, am Altwasser der Saale (Lage)                    | Stark verkrauteter Zentralbereich, Grabenverlauf, Vertiefung und Steinlagen erkennbar. |      |
| 428300489  | Grabmal > Grabhügel | Gröna       | Grabhügel „Stockhof“                                 | undatiert              | 0,2 km östl. vom Ort ()                                                   | Mehrschichtiger Grabhügel, Kollektivgrab der Bernburger Kultur, Ausgrabung 1884 (Paul Höfer, Rudolf Virchow, Otto Merkel), besonderer Stein/Stele.                                              |      |
| 428311151  | Grabmal > Grabhügel | Plömnitz    | Grabhügel ‚Mäuseberg‘                                | Ur- und Frühgeschichte | NW vom Ort „Fuhneberg“, „Mäuseberg“ ()                                    | Grabhügel Durchmesser ca. 8 m, Höhe ca. 1 m, kleiner Hochstand. |      |
| 428300494  | besonderer Stein    | Preußlitz   | Erratische Blockgruppe „Bauernsteine, Rügensteine“   | Mittelalter            | Ortslage, gegenüber dem Friedhof, 7 in einer Reihe stehende Steine (Lage) | Siehe Archäologie in Sachsen-Anhalt. Bd. 11, Nr. 14. |      |
| 428311153  | besonderer Stein    | Preußlitz   | Findling?                                            | undatiert              | am Denkmal, östlich der Kirche (Lage)                                     | Beschreibung von 1936, entsprechender Findling im Umfeld des Denkmals für die Gefallenen des 1. Weltkrieges nicht mehr vorhanden, Denkmal selbst aus zahlreichen großen Findlingen errichtet.   |      |
| 428311147  | Grabmal > Grabhügel | Preußlitz   | Grabhügel                                            | undatiert              | auf dem Friedhof, südl. der Kirche (Lage)                                 | Vermutlich kleiner Grabhügel, leicht oval, Durchmesser 6 × 8 m, Höhe ca. 1,30 m; darauf ein größerer Feldstein. Vom Friedhofsareal sind aus den 1930er Jahren vorgeschichtliche Gräber bekannt. |      |
| 428311152  | Grabmal > Grabhügel | Preußlitz   | Grabhügel ‚Ilgensteinscher Mühlberg‘                 | Ur- und Frühgeschichte | Südl. der Straße nach Cörmigk ()                                          | Ausgegraben 1923 (Bericht Walter Götze, Köthen), anschließend abgetragen. 9 Bestattungen, ehemal. Maße: Durchmesser ca. 30 m, Höhe ca. 1,65 m.                                                  |      |
| 428300498  | Grabmal > Grabhügel | Weddegast 1 | Grabhügel „Fuchsberg“                                | Neolithikum            | 0,5 km nordöstl. vom Ort (Lage)                                           | Steinkammergrab, schnurkeramische Funde, großes zugewachsenes Areal – Zugang von Ackfläche über Nordseite der Gebüschinsel.                                                                     |      |